# スティーブ・キルシュ
スティーブン・トッド・キルシュ（英語: Steven Todd Kirsch、1956年または1957年 - ）は、アメリカ合衆国の起業家。光学式マウスの発明者の1人。
キルシュは医療研究の慈善家であると同時に、COVID-19ワクチンに関する誤った情報を広めた人物でもある。

## 学歴
1980年、マサチューセッツ工科大学で電気工学と計算機化学の学士と修士を取得した。

## 活動
1980年、リチャード・F・リオンとともに光学式マウスを独自に発明したほか、さまざまな会社をおこした。1993年に検索エンジンであるインフォシークを設立し、その後1999年にウォルト・ディズニー・カンパニーへ売却した。また、1995年にアドビ社に買収されたFrame Technology Corp.を共同設立した。2002年には、Propel SoftwareのCEOに就任した。
2005年、電子メールフィルタリングを製造するAbacaを設立した。
2011年9月、公開鍵暗号を用いたユーザ中心の電子IDシステムを構築するOneIDを立ち上げ、ユーザー名とパスワードに代わる、NSTICの目標に適合したデジタルIDを提供するサービスを開始した。
2021年3月までに、金融機関向けのブロックチェーンを販売するM10を立ち上げた。

## 陰謀論者
新型コロナウイルス感染症の世界的流行に際して、2020年3月時点で既存の薬品からCovid-19治療薬を探す方針を固め基金（Covid-19 Early Treatment Fund, 略称：CETF）を設立した。この方針は、当初ワクチン開発に数年を要するという見方から理にかなっていた。なお、CETFにはキルシュの私財100万ドルが投じられ、マーク・ベ二オフやイーロン・マスクがそれぞれ設立した財団も寄付団体として名を連ねていた。
研究が進むにつれ、抗うつ剤のフルボキサミンや抗マラリア剤のヒドロキシクロロキンが治療薬の有力な候補となったがいずれも治験においてCovid-19に対する効果が認められなかった。
しかしながら、キルシュはこれらの結果を受け入れようとせず、慈善家から反ワクチン活動家へと変貌した。Covid-19ワクチンは有毒であるという極端な言説を繰り返すようになると、周囲との対立が強まり、2021年9月には先述のM10の最高経営責任者を辞任し取締役会からも姿を消すこととなった。
それ以前の2021年5月、キルシュはCOVID-19ワクチンが生殖能力に影響を与えると主張する記事をオンラインに投稿した。一方で、ワクチンが病気や死亡を予防する能力を過小評価しており、ファクトチェックにより不正確で誤解を招くと批判された。2021年6月、キルシュは、ロバート・W・マローンと共にブレット・ワインスタインとヘザー・ヘイングのポッドキャストに出演し、MITテクノロジーレビューによると、このポッドキャストは「キルシュを『知的ダークウェブ』の信奉者に紹介」し、「フルボキサミンの陰謀に関する彼の主張を受け入れる多くの聴衆」にアクセスできるようにしたという。2021年9月、キルシュはFDAの会合でCETFのエグゼクティブ・ディレクターを名乗り、ワクチンが「救った数の2倍を殺す」と主張した。FDAはキルシュがデータを誤って解釈しており、真実である証拠はないとした。ロイターはこの主張を虚偽と評価した。
2021年10月には、反ワクチン団体「Vaccine Safety Research Foundation」（VSRF）を設立し、ワクチンのせいで死亡したとする広告を作成した。財団の顧問には、ロバート・W・マローン、ピーター・A・マッカロー、ステファニー・セネフらがいる。